# EuroVelo 7

Mapa de la ruta EuroVelo 7

EuroVelo 7 (EV7), llamada Ruta del Sol, es una ruta ciclista  EuroVelo de larga distancia de 7409 km (4603,8 mi) que recorre de norte a sur toda Europa desde el Cabo Norte en Noruega hasta la isla de Malta en el mar Mediterráneo. La ruta pasa por nueve países, y de norte a sur estos son: Noruega, Finlandia, Suecia, Dinamarca, Alemania, República Checa, Austria, Italia, Malta.

## Ruta
El EV7 comienza en Cabo Norte y pasa brevemente por Finlandia antes de recorrer Suecia hasta Malmo, desde donde un ferry llevará al viajero a Dinamarca. Las secciones de la parte sueca de la ruta incluyen el Kattegattleden.
En Dinamarca, el EV7 sigue las rutas ciclistas nacionales danesas, números 5, 8 y 9 que cruzan el país a través de pequeñas islas, transbordadores y paisajes panorámicos. La ruta te llevará desde Helsingør a Copenhague, donde hay muchos pueblos de pescadores, mientras que desde Copenhague el EV7 sigue la ruta ciclista Berlín-Copenhague hasta Gedser, desde donde un ferry lleva al viajero al puerto alemán de Rostock.

### En Alemania
Desde el puerto alemán de Rostock, en la costa del mar Báltico, el EV7 sigue la ruta ciclista Berlín-Copenhague hacia Berlín. Pasando por el estado de Mecklemburgo-Pomerania Occidental, sigue la ruta en dirección sur hacia los lagos de Mecklemburgo. Las ciudades de Neustrelitz y Güstrow ofrecen atracciones culturales en el camino. Luego sigue el río Havel y las ciudades de Oranienburg y Fürstenberg/Havel y la tranquila extensión del estado de Brandeburgo hacia Berlín.
Después de Berlín, el EV7 finalmente se conecta con la ruta ciclista Elba que atraviesa Dresde y cuesta arriba hasta la frontera checa.

### En la República Checa
El EV7 cruza la frontera con Alemania, en la región de las Montañas de Arenisca del Elba. Después viene una parte bastante aventurera de la ruta, ya que sigue la ruta ciclista del Elba hasta Mělník (alrededor de 50 km (31,1 mi) de Praga) con un castillo excepcional y viñedos empinados en la confluencia de los ríos Vltava (Moldau) y Labe (Elba). Continúa luego a Praga por el Vltava. Después de Praga, el EV7 deja el Vltava (Moldau) debido a una cascada de agua y se une de nuevo al río antes de Týn n. Vltavou. El mejor tramo de la ruta del río Moldau se encuentra entre Týn n. Vltavou y České Budějovice y castillo Hluboká n/Vltavou. La ruta luego pasa por la pintoresca ciudad de la UNESCO de Český Krumlov.

### En Austria
Desde la frontera checa, el EV7 pasa por Linz y Salzburgo antes de cruzar los Alpes hacia Italia. Su longitud es 553 km (343,6 mi).
La sección austriaca de EV7 ofrece impresionantes paisajes en bicicleta a lo largo de ríos alpinos, a través de hermosos pueblos como Linz y Salzburgo y visitando algunas de las reservas naturales más grandes de Europa. Cruza la frontera checa hacia Austria en Rybnik y sigue la ruta ciclista Grenzland (R5), luego la ruta ciclista Gusental (R28) a lo largo de carreteras secundarias en la provincia de Alta Austria. Desde St. Georgen an der Gusen, sigue la ruta ciclista del Danubio (R1) a través de la ciudad de Linz, pasando por las famosas curvas del río del “Schlögener Loop” hasta llegar a Passau, Alemania. Luego puede seguir la ruta ciclista Inn (R3) a lo largo de la frontera entre Austria y Alemania, a través de las reservas naturales del valle Inn, hasta llegar a Salzburgo. Desde Salzburgo, el EV7 sigue el Alpe-Adria Trail, que hace uso de nuevos túneles ferroviarios para cruzar los Alpes sin subidas difíciles. Luego, hay tramos cortos siguiendo la ruta ciclista Glockner (R8) hasta "Möllbrücke" y luego la ruta ciclista Drau (R1) a través de la provincia de Carintia lo lleva al cruce fronterizo con Italia cerca de la ciudad de Sillian.

### En Italia

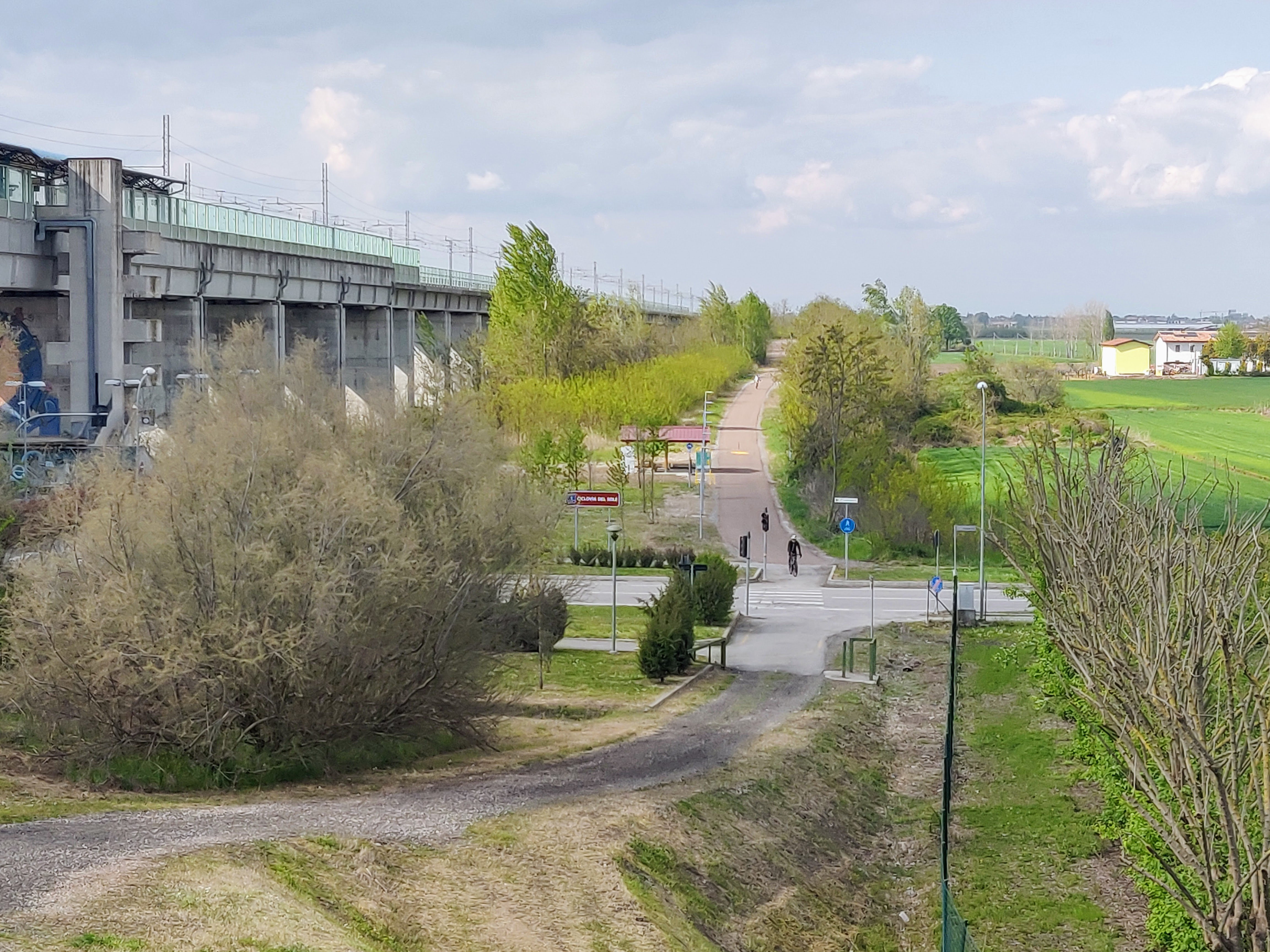
Un tramo de EuroVelo 7 en Camposanto, Emilia-Romaña, Italia.

El EV7 en Italia sigue la ruta B1 de BicItalia, conocida como Ciclopista del Sole (la vía ciclista del sol), a través de la frontera con Austria hasta Tirol del Sur, luego a través de las ciudades de Verona, Mantua, Bolonia, Florencia, Grosseto, Civitavecchia, Roma, Latina, Nápoles, Salerno, Reggio Calabria, Messina y Siracusa en Sicilia. La sección italiana del EV7 termina en la ciudad siciliana de Pozzallo desde donde los ferris conectan con La Valeta en Malta.

### En malta
Hay dos circuitos EV7 en Malta : uno recorre la isla de Malta y el otro la isla de Gozo.
|                                                    |
| Elbe Cycle Route sign at the harbour in Glückstadt |

|                                      |
| Elbe Cycle Route sign in Brunsbüttel |

|                                             |
| The EV7 in Bad Schandau, Sächsische Schweiz |

|                                      |
| EV7 signs in Klecany, Czech Republic |